# Anatoli Abramowitsch Krutjanski
Anatoli Abramowitsch Krutjanski (russisch Анатолий Абрамович Крутянский; * 29. August 1927; † 1994) war ein sowjetischer Schachspieler.

## Leben
Krutjanski wurde im Leningrader Pionierpalast schachlich unterrichtet. Im Finale der All-Union Trud-Meisterschaft 1954 in Kawgolowo (Oblast Leningrad) teilte er den zweiten Platz und wurde Meisteranwärter. Im selben Jahr nahm er mit Lokomotiw am Mannschaftspokal der Sportvereinigungen der UdSSR in Riga teil. 1958 wurde er mit Alexander Tolusch geteilter Achter im Halbfinale der sowjetischen Meisterschaft in Moskau. Bei den Leningrader Meisterschaften teilte er 1958 den dritten und 1972 den zweiten Platz. Im Match um den Titel Meister des Sports der UdSSR unterlag er 1958 Alexander Tscherepkow. Den Titel erlangte Krutjanski erst 1962, die dafür erforderliche Norm erfüllte er im vorigen Jahr in der Leningrader Trud-Meisterschaft.
Mit Trud und Spartak gewann er die Mannschaftsmeisterschaft von Leningrad. 1968 wurde er mit Lokomotiw (Georgi Borissenko, Jacob Murey, Igor Saizew und weitere) als Ersatzspieler Erster bei der VII. Meisterschaft des Internationalen Eisenbahner-Sportverbandes (U.S.I.C.) in Dzintari. Im folgenden Jahr holte er den Sieg mit der Leningrader Mannschaft im Match-Turnier der Heldenstädte in Wolgograd. Im Sommer 1978 belegte er vor Waleri Loginow und Igor Polowodin den dritten Platz beim Tolusch-Gedenkturnier in Kusmolowski (Oblast Leningrad). Im All-Union Seniorenturnier in Jerewan 1984 wurde er Zweiter hinter Tscherepkow. 1988 teilte er den dritten Platz bei einem Turnier in Nachitschewan, der Sieg ging an Rostislaw Korsunski.
Krutjanski, von Beruf Mechaniker, galt als Endspielexperte und war einer der Trainer der Leningrader Auswahl. Als nationaler Schiedsrichter betreute er verschiedene Turniere. Seine höchste Elo-Zahl betrug 2410 im Juli 1972.